# Вир світів
«Вир світів» (англ. Sliders) — американський науково-фантастичний телесеріал. Початково транслювався телеканалом Fox Network, потім показ був призупинений і відновився на Sci Fi Channel. Налічує п'ять сезонів, 88 епізодів. Тривав в оригінальному показі з 1995 по 2000 рік. В Україні транслювався каналами ICTV і НЛО TV (озвучено каналом «Україна») в багатоголосному дубляжі.
Сюжет оповідає про групу людей, які завдяки винаходу — спеціальному пристрою, подорожують паралельними світами. Випадково загубившись, вони відвідують численні реальності, де історія пішла інакшим шляхом, шукаючи дорогу додому.

## Назва
Слово «Sliders», винесене в оригінальну назву, перекладається українською як «Ковзарі», відображаючи «ковзання» головних героїв крізь численні світи. Проте її було адаптовано ICTV як «Вир світів», указуючи на численність відвіданих реальностей і відсилаючи до початкової заставки, де «вир світів» зображено буквально. У варіанті НЛО TV серіал називався «Паралельні світи».

## Сюжет
Молодий учений Квін Мелорі з Сан-Франциско, намагаючись створити антигравітацію, в результаті отримує дивну воронку. Він припускає, що це кротовина, котра веде в інші світи, але не знає важливої змінної в рівнянні, потрібної для стабілізації. Квін обладнує свій винахід таймером, який через певний час повертає об'єкт, до якого прикріплений, назад. Після низки тестів Квін вирішує пройти крізь воронку сам та спершу думає, що зазнав невдачі. Але незабаром з дивних деталей навколо він розуміє, що потрапив до іншого світу. Повернувшись, Квін зустрічає свого двійника, що знає змінну і називає себе ковзарем-«слайдером» — мандрівником світами. Перед відбуттям до свого світу двійник радить у жодному разі не робити чогось із таймером, та Квін не чує останніх слів.
Квін вирішує «ковзнути» до паралельного світу разом із викладачем фізики Максиміліаном Артуро і продавчинею-консультанткою відділу електроніки Вейд Вейлз. Для цього винахідник підвищує потужність пристрою, і він випадково затягує також співака Рембрандта Брауна. Їх переносить до світу із засніженим Сан-Франциско, де мандрівникам загрожує снігова буря, а до відкриття кротовини лишається чотири години. Герої приймають рішення обнулити таймер. Вони рятуються, проте виявляється, що в жодному разі не можна було саме обнуляти таймер — «слайдери» опиняються в іншій реальності. Квін сподівається, що, мандруючи світами далі, він і його друзі коли-небудь віднайдуть свій рідний.

### Перший сезон
«Слайдери» мандрують різними світами, кожен з яких — це альтернатива до нашого, де історія в певний момент пішла інакшим шляхом. В деяких світах панує відмінна культура, суспільний лад або й природні умови. Так вони потрапляють у світ, де в США панує комуністична ідеологія, де живий рух хіпі, де в Сан-Франциско знайшли нафту, або де чоловіки й жінки поміняні ролями. У кожному світі можна затриматися на різний термін — від кількох хвилин до діб. Прибуття й відбуття повинне відбуватися при цьому в тому ж місці. Квін із товаришами допомагають тамтешнім жителям змінити свої світи на краще та рятуються від різних небезпек.

### Другий сезон
Подорожі продовжуються, «слайдери» відвідують варіації Сан-Франциско, де беруть участь в різних пригодах, а їхні двійники виявляються незвичайними особами. Врешті вони потрапляють до світу, який вважають рідним. Кожен облаштовує своє життя, але згодом вони розуміють, що це не їхній дім. Квін з рештою відкривають світ, куди вторглися жорстокі гуманоїди кромаги, яких вони спочатку сприймають за іншопланетян. Однак, це виявляються альтернативні люди, що володіють високими технологіями, в тому числі для подорожей між світами. «Слайдерам» вдається втекти, проте кромаги тепер потай слідкують за ними.

### Третій сезон
Мандрівники світами виявляють все незвичайніші реальності: де існує магія, люди володіють телепатією, світом правлять роботи чи стався зомбі-апокаліпсис. У світі, де планета ось-ось буде знищена пульсаром, вони зустрічають полковника Агнуса Рікмена, що володіє власним, досконалішим, таймером. Він зустрічається «слайдерам» у різних світах, шукаючи собі «донорів», яких убиває для продовження власного життя. Його підлегла Меггі Беккет приєднується до «слайдерів». Зрештою Рікмен гине, але також гине й професор Артуро. Квін забирає в Рікмена таймер i відправляє, оточений ворогами, Вейд і Рембрандта додому. Меггі не може довго дихати тамтешнім повітрям, Квін наважується взяти її з собою, але кротовина переносить їх до іншого світу.

### Четвертий сезон
Меггі та Квін після довгих подорожей нарешті знаходять світ, з якого почалися подорожі. Та він виявляється під окупацією кромагів. Мандрівникам вдається розшукати Рембрандта, але кромаги переправляють Вейд в інший світ. Рятуючи мати, Квін дізнається, що він прийомний син. Його справжні батьки були «сладерами» зі світу, на який напали кромаги, і вони сховали Квіна та його брата в інших реальностях. У посланні від них говориться про зброю проти кромагів. Шукаючи цю зброю з Меггі та Рембрандтом, Квін зустрічає свого брата Коліна. Разом вони відвідують світи, з-поміж яких виявляються вже захоплені кромагами, де ті виводять гібридів з людьми. В одному зі світів їм трапляється письменник, що описує подорожі паралельними реальностями та війну з кромагами. Він — «слайдер», що знав батьків Квіна, і в їхньому світі кромагів перемогли. Квін з Меггі, Коліном та Рембрандтом вирушає туди за вказаними координатами. Проте це виявляється обманом, письменник лише користується їхньою допомогою, аби повернутися із заслання, хоча кромаги в тій реальності перебувають у жалюгідному становищі.

### П'ятий сезон
Під час чергового переміщення Квін зливається зі своїм двійником, утворивши нову людину — Мелорі, а Колін зникає через експерименти доктора Гайгера. До «слайдерів» приєднується асистентка доктора Діана. Мандрівники знаходять шукану зброю проти кромагів, але вона виявляється руйнівною для всього довкілля. Вони отримують сигнал від Вейд, та це виявляється пасткою; «слайдери» тікають, а доля Вейд лишається невідомою. Герої довідуються план Гайгера злитися з Квіном. Доктор гине, але перед смертю передає координати рідних світів «слайдерів». Їх переносить до реальності, де «слайдери» знамениті завдяки Пророку, що стежив за їхніми пригодами. Також там перемогли кромагів, створивши проти них вірус. «Слайдери», попри осуд тамтешніх жителів, вирішують продовжити подорож. У них відбирають таймер, але вдається знайти машину кромагів, здатну перенести одну людину. Рембрандт вколює собі вірус та стрибає в кротовину…

## Сезони
| Сезон   | Епізоди | Епізоди | Оригінальний випуск | Оригінальний випуск | Мережа |
| ------- | ------- | ------- | ------------------- | ------------------- | ------ |
| Сезон 1 | 10      | 10      | 22 березня 1995     | 22 березня 1995     | Fox    |
| Сезон 2 | 13      | 13      | 1 березня 1996      | 1 березня 1996      | Fox    |
| Сезон 3 | 25      | 25      | 20 вересня 1996     | 20 вересня 1996     | Fox    |
| Сезон 4 | 22      | 22      | 8 червня 1998       | 8 червня 1998       | Syfy   |
| Сезон 5 | 18      | 18      | 11 червня 1999      | 11 червня 1999      | Syfy   |

## Виробництво
Під час знімання епізоду «Буря в пустелі» загинув актор Кен Стедмен. Під час аварії, що сталася між дублями, Стедмен транспортував автомобіль багі для дюн на наступне місце зйомки. Коли він рухався транспортним засобом, дюнний багі перекинувся і впав на нього, миттєво вбивши. За словами батьків Стедмана, його смерті можна було запобігти.
Коли розпочався п'ятий сезон, виробнича команда вже знала, що серіал не буде продовжено, тому заощаджувала гроші для використання залишків бюджету в кульмінаційній битві у фіналі сезону. Проте ці гроші були використані для передостаннього епізоду, «Око шторму», тоді як остання серія закінчилася незрозумілим кліфгенгером. Інсайдери висували різні теорії, чому це сталося. Наприклад, продюсери були стурбовані тим, що Sci Fi Channel втратив інтерес до шоу, хоча це була їхня програма з найвищим рейтингом на той час. Пізніше на телеканалі припинили подавати виправлення до епізодів, і вважалося, що там навіть не читали сценарії.

### Порядок епізодів
Творцеві серіалу Трейсі Торму (відомий за роботою над серіалами «Зоряний шлях: Наступне покоління», «За межею можливого», «Карнавал») доводилося постійно протистояти тиску Fox Network. Студія наполягала на спрощенні серіалу та усуненні соціальної сатири.
На думку Трейсі, вибір героїв, де двома лідерами групи є талановитий студент-фізик і мудрий професор, а їхніми компаньйонами — продавчиня магазину електроніки і блюзовий виконавець — навіть задовго після виходу виглядає сміливим і експериментальним, адже пропонує як героїв людей без особливих здібностей, але в незвичайних обставинах.
Але, вже після знімання першого сезону Fox Network, боячись провалу, вирішили показати спочатку передбачувано найрейтинговіші епізоди, щоб зацікавити потенційних глядачів. За задумом Трейсі, кожен наступний епізод має бути прямим продовженням попереднього, але за рішенням студії внутрішня логіка серіалу порушилася. Так, після пілотного епізоду відразу вийшов шостий, потім п'ятий, третій і четвертий. Подібний підхід Fox зберегли і в наступних сезонах. Утім, з часом, Трейсі Торму вдалося перевидати ліцензійну версію серіалу на DVD та Blu-ray-дисках, що дозволяє переглянути серіал у правильному порядку.
За версією автора, серіал належить переглядати в такій послідовності:
| Сезон | Епізод  | Назва українською                    | Оригінальна назва                 |
| ----- | ------- | ------------------------------------ | --------------------------------- |
| I     | 1-2.    | «Пілот, Частина 1 і 2»               | Sliders, Part 1 and 2             |
|       | 6.      | «Літо любові»                        | Summer of Love                    |
|       | 5.      | «Принц Уельський»                    | The Prince of Wails               |
|       | 3.      | «Лихоманка»                          | Fever                             |
|       | 4.      | «Останні дні»                        | Last Days                         |
|       | 8.      | «Слабка стать»                       | The Weaker Sex                    |
|       | 7.      | «Розумники»                          | Eggheads                          |
|       | 9.      | «Король повернувся»                  | The King is Back                  |
|       | 10.     | «Лотерея»                            | Luck of the Draw                  |
| II    | 11.(1)  | «Крок в містику»                     | Into the Mystic                   |
|       | 16.(6)  | «Новий час в тому ж світі»           | Time Again and World              |
|       | 15.(5)  | «Ель Сід»                            | El Sid                            |
|       | 12.(2)  | «Боги любові»                        | Love Gods                         |
|       | 14.(4)  | «Хороший, поганий, багатий»          | The Good, the Bad and the Wealthy |
|       | 23.(13) | «А час-то йде»                       | As Time Goes By                   |
|       | 13.(3)  | «Джилліан зі світу духів»            | Gillian of the Spirits            |
|       | 19.(9)  | «Одержимість»                        | Obsession                         |
|       | 18.(8)  | «Пост-травматичний синдром ковзання» | Post Traumatic Slide Syndrome     |
|       | 17.(7)  | «Істина в динозаврах»                | In Dino Veritas                   |
|       | 20.(10) | «У дошку свої хлопці»                | Greatfellas                       |
|       | 21.(11) | «Молоді і безжальні»                 | The Young and the Relentless      |
|       | 22.(12) | «Вторгнення»                         | Invasion                          |
| III   | 25.(2)  | «Подвійний хрест»                    | Double Cross                      |
|       | 24.(1)  | «Правила гри»                        | Rules of the Game                 |
|       | 33.(10) | «Ковзання мерця»                     | Dead Man Sliding                  |
|       | 26.(3)  | «Кислотний тест електричного смерчу» | Electric Twister Acid Test        |
|       | 27.(4)  | «Охоронець»                          | The Guardian                      |
|       | 28.(5)  | «Майстри снів»                       | The Dream Masters                 |
|       | 29.(6)  | «Буря в пустелі»                     | Desert Storm                      |
|       | 30.(7)  | «Лігво дракона»                      | Dragonslide                       |
|       | 31.(8)  | «Вогонь всередині»                   | The Fire Within                   |
|       | 32.(9)  | «Принц ковзання»                     | The Prince of Slides              |
|       | 34.(11) | «Витвір мистецтва»                   | State of the ART                  |
|       | 35.(12) | «Привітання в сезоні»                | Season's Greedings                |
|       | 36.(13) | «Вбивство по-звірячому»              | Murder Most Foul                  |
|       | 37.(14) | «Ковзай як єгиптянин»                | Slide Like an Egyptian            |
|       | 38.(15) | «Втрачений рай»                      | Paradise Lost                     |
|       | 43.(20) | «Рай насправді»                      | The Last of Eden                  |
|       | 39.(16) | «Наслідки, частина 1»                | The Exodus, Part 1                |
|       | 40.(17) | «Наслідки, частина 2»                | The Exodus, Part 2                |
|       | 41.(18) | «Залишені живими»                    | Sole Survivors                    |
|       | 44.(21) | «Наступний слід темряви»             | The Other Slide of Darkness       |
|       | 42.(19) | «Селекціонер»                        | The Breeder                       |
|       | 47.(24) | «Кочегар»                            | Stoker                            |
|       | 45.(22) | «Ковзаючи»                           | Slither                           |
|       | 46.(23) | «Слід діно»                          | Dinoslide                         |
|       | 48.(25) | «Падіння поряд раю»                  | This Slide of Paradise            |

## У ролях
| Персонаж                           | Актор            | Сезон    | Сезон     | Сезон     | Сезон     | Сезон     |
| Персонаж                           | Актор            | 1        | 2         | 3         | 4         | 5         |
| ---------------------------------- | ---------------- | -------- | --------- | --------- | --------- | --------- |
| Квін Меллорі                       | Джеррі О'Коннелл | Основний | Основний  | Основний  | Основний  |           |
| Вейл Велз                          | Сабріна Ллойд    | Основний | Основний  | Основний  |           | Гостьовий |
| Рембрандт «Плаксій» Браун          | Клівант Деррікс  | Основний | Основний  | Основний  | Основний  | Основний  |
| Максиміліан Артуро                 | Джон Ріс-Девіс   | Основний | Основний  | Основний  |           |           |
| Меггі Беккет                       | Кері Вюрер       |          |           | Гостьовий | Основний  | Основний  |
| Меггі Беккет                       | Кері Вюрер       | Основний |           |           | Основний  | Основний  |
| Колін Меллорі, Кіт Річардс, О'Гара | Чарлі О'Коннелл  |          | Гостьовий | Гостьовий | Гостьовий |           |
| Колін Меллорі, Кіт Річардс, О'Гара | Чарлі О'Коннелл  | Основний | Гостьовий | Гостьовий |           |           |
| Меллорі                            | Роберт Флойд     |          |           |           |           | Гостьовий |
| Меллорі                            | Роберт Флойд     | Основний |           |           |           |           |
| Діана Дейвіс                       | Тембі Лок        |          |           |           |           | Гостьовий |
| Діана Дейвіс                       | Тембі Лок        | Основний |           |           |           |           |

## Сприйняття
На агрегаторі кінорецензій Rotten Tomatoes, серіал має середню глядацьку оцінку в 68 % схвалення. Критики найвище оцінили другий сезон. На Metacritic середня оцінка критиків склала 58 балів зі 100.
Перший сезон здобув переважно високі оцінки. Критики зазначали, що серіал добре справляється з розважанням, але надмірно вторинний. Згідно з The Denver Post, «Часом елемент комічного виявляється слабким, і персонажі ризикують здаватися мультяшними. Зрештою, „Вир світів“ може сподобатися молодшій авдиторі — авдиторії, що більше зацікавлена в науці та фентезі, ніж у комедійних пригодах». У Variety писали: «Хоча за Мелорі цікаво спостерігати, він надто часто відображає Марті Макфлая учнівського віку. А з додаванням його професора фізики до команди слайдерів, серіал набуває відтінків повторення „Назад у майбутнє“». Згідно з Common Sense Media, серіал «розумний, а його передумови унікальні, також він додає потрібний рівень комедії, щоб підняти настрій у відповідний час, не вдаючись до банальних речей», та «пропонує багато тем, які цікаві підліткам».